# Věk nevinnosti (film, 1993)
Věk nevinnosti (anglický originál: The Age of Innocence) je americký historický romantický a dramatický film z roku 1993, jehož režie se ujal Martin Scorsese . Scénář k němu napsal Scorsese a Jay Cocks. Inspirovali se románem z roku 1920 Věk nevinnosti od Edith Wharton. Hlavní role hrají Daniel Day-Lewis, Michelle Pfeifferová, Winona Ryder a Miriam Margolyes.
Film měl premiéru ve Spojených státech dne 17. září 1993. V České republice měl premiéru dne 3. února 1994.
Získal cenu Oscara v kategorii nejlepší kostým a nominaci v kategorii nejlepší ženský herecký výkon ve vedlejší roli pro Winonu Ryder, nejlepší adaptovaný scénář, nejlepší skladatel a nejlepší výprava.

## Obsazení
- Daniel Day-Lewis jako Newland Archer
- Michelle Pfeifferová jako Ellen Olenska
- Winona Ryder jako May Welland
- Miriam Margolyes jako paní Mingottová
- Geraldine Chaplin jako Wellandová
- Michael Gough jako Henry van der Luyden
- Richard E. Grant jako Larry Lefferts
- Mary Beth Hurt jako Regina Beaufort
- Robert Sean Leonard jako Ted Archer
- Norman Lloyd jako pan Letterblair
- Alec McCowen jako Sillerton Jackson
- Siân Phillips jako paní Archerová
- Carolyn Farina jako Janey Archer
- Jonathan Pryce jako Rivière
- Alexis Smith jako Louisa van der Luyden
- Stuart Wilson jako Julius Beaufort
- June Squibb jako služba paní Mingottové
- Joanne Woodward jako vypravěč

## Přijetí

### Tržby
Film vydělal 32,3 milionu dolarů ve Spojených států. Rozpočet filmu byl však 34 milionů dolarů.

### Ocenění a nominace
| Ocenění                                          | Kategorie                                                    | Nominovaní                             | Výsledek  |
| ------------------------------------------------ | ------------------------------------------------------------ | -------------------------------------- | --------- |
| Awards Circuit Community Awards                  | Nejlepší výprava                                             | Dante Ferreti a Robert J. Franco       | nominace  |
| Awards Circuit Community Awards                  | Nejlepší kamera                                              | Michael Ballhaus                       | nominace  |
| Camerimage                                       | Zlatý žabák                                                  | Michael Ballhaus                       | nominace  |
| Ceny Grammy                                      | Nejlepší instrumentální hudba složená pro film nebo televizy | Elmer Bernstein                        | nominace  |
| Dallas-Fort Worth Film Critics Associaton Awards | Nejlepší film                                                |                                        | nominace  |
| Dallas-Fort Worth Film Critics Associaton Awards | Nejlepší režie                                               | Martin Scorsese                        | nominace  |
| Dallas-Fort Worth Film Critics Associaton Awards | Nejlepší ženský herecký výkon v hlavní roli                  | Michelle Pfeifferová                   | nominace  |
| Directors Guild of America Awards                | Nejlepší režie (film)                                        | Martin Scorsese                        | nominace  |
| Donatellův David                                 | Nejlepší herečka                                             | Michelle Pfeifferová                   | nominace  |
| Filmová cena Britské akademie                    | Nejlepší ženský herecký výkon ve vedlejší roli               | Mariam Mariam                          | vítězství |
| Filmová cena Britské akademie                    | Nejlepší ženský herecký výkon ve vedlejší roli               | Winona Ryder                           | nominace  |
| Filmová cena Britské akademie                    | Nejlepší kamera                                              | Michael Ballhaus                       | nominace  |
| Filmová cena Britské akademie                    | Nejlepší výprava                                             | Dante Ferretti                         | nominace  |
| Filmový festival v Benátkách                     | Cena Evlira Notari                                           | Martin Scorsese a Michelle Pfeifferová | vítězství |
| Chicago Film Critics Association Awards          | Nejlepší mužský herecký výkon v hlavní roli                  | Daniel Day-Lewis                       | nominace  |
| Chicago Film Critics Association Awards          | Nejlepší ženský herecký výkon ve vedlejší roli               | Winona Ryder                           | nominace  |
| Los Angeles Film Critics Assoication Awards      | Nejlepší mužský herecký výkon v hlavní roli                  | Daniel Day-Lewis                       | nominace  |
| Los Angeles Film Critics Assoication Awards      | Nejlepší výprava                                             | Dante Ferretti                         | nominace  |
| National Board of Review                         | Nejlepší režisér                                             | Martin Scorsese                        | vítězství |
| National Board of Review                         | Nejlepší ženský herecký výkon ve vedlejší roli               | Winona Ryder                           | vítězství |
| New York Film Critics Circle Awards              | Nejlepší mužský herecký výkon v hlavní roli                  | Daniel Day-Lewis                       | nominace  |
| New York Film Critics Circle Awards              | Nejlepší ženský herecký výkon ve vedlejší roli               | Winona Ryder                           | nominace  |
| New York Film Critics Circle Awards              | Nejlepší kamera                                              | Michael Ballhaus                       | nominace  |
| Oscar                                            | Nejlepší ženský herecký výkon ve vedlejší roli               | Winona Ryder                           | nominace  |
| Oscar                                            | Nejlepší adaptovaný scénář                                   | Jay Cocks a Martin Scorsese            | nominace  |
| Oscar                                            | Nejlepší skladatel                                           | Elmer Bernstein                        | nominace  |
| Oscar                                            | Nejlepší výprava                                             | Dante Ferretti a Robert J. Franco      | nominace  |
| Oscar                                            | Nejlepší kostýmy                                             | Gabriella Pescucci                     | vítězství |
| Southeastern Film Critics Association Awards     | Nejlepší ženský herecký výkon ve vedlejší roli               | Winona Ryder                           | vítězství |
| USC Scripter Awards                              | Nejlepší scénář                                              | Martin Scorsese a Jay Cocks            | nominace  |
| Zlatý glóbus                                     | Nejlepší film (drama)                                        |                                        | nominace  |
| Zlatý glóbus                                     | Nejlepší režisér                                             | Martin Scorsese                        | nominace  |
| Zlatý glóbus                                     | Nejlepší ženský herecký výkon (drama)                        | Michelle Pfeifferová                   | nominace  |
| Zlatý glóbus                                     | Nejlepší ženský herecký výkon ve vedlejší roli               | Winona Ryder                           | vítězství |